# Karel Jožef Codelli
Baron Karel Jožef Codelli, slovenski plemič, * 1846, Milano, † 1878, Pulj.
Karel Jožef Codelli je bil mornariški častnik, poročen z Rozalijo baronico Taufferer. Bil je oče izumitelja Antona Codellija.